# The Claim Jumper (film, 1913)
Pour les articles homonymes, voir The Claim Jumper.
Pour plus de détails, voir Fiche technique et Distribution.
The Claim Jumper est un film muet américain réalisé par Burton L. King, sorti en 1913.

## Fiche technique
- Titre : The Claim Jumper
- Réalisation : Burton L. King
- Scénario : Richard V. Spencer
- Producteur : Thomas H. Ince
- Société de production : Kay-Bee Pictures
- Sociétés de distribution : Mutual Film, Western Import Company (Royaume-Uni)
- Pays de production :  États-Unis
- Langue : Anglais
- Métrage : 300 m
- Format : Noir et blanc — 35 mm — 1,33:1 — Muet
- Genre : Western
- Durée : 11 minutes
- Date de sortie : 
  - États-Unis : 18 novembre 1913

## Distribution
- Herschel Mayall :	Jim Rankin, mineur
- Jack Conway :	Doyle, the Claim Jumper
- Milton Brown : le sheriff
- Art Acord : l'adjoint